# Quercus longinux
Quercus longinux Hayata – gatunek roślin z rodziny bukowatych (Fagaceae Dumort.). Występuje naturalnie na Tajwanie.

## Morfologia
PokrójZimozielone drzewo.
LiścieBlaszka liściowa jest owłosiona od spodu i ma kształt od owalnie lancetowatego do podługowato eliptycznego. Mierzy 6–8 cm długości oraz 2–2,5 cm szerokości, jest piłkowana przy wierzchołku, ma nasadę od klinowej do zaokrąglonej i spiczasty lub ogoniasty wierzchołek. Ogonek liściowy jest nagi i ma 10–20 mm długości.
OwoceOrzechy o kształcie od jajowatego do jajowato elipsoidalnego, dorastają do 12 mm długości i 9 mm średnicy. Osadzone są pojedynczo w kubkowatych miseczkach do połowy ich długości. Same miseczki mierzą 10–12 mm średnicy.

## Biologia i ekologia
Rośnie w wiecznie zielonych lasach. Występuje na wysokości do 2500 m n.p.m. Kwitnie od marca do maja, natomiast owoce dojrzewają od września do listopada.